# Paderno Ponchielli
Paderno Ponchielli est une commune italienne de la province de Crémone, dans la région Lombardie.

## Administration
| Période                                  | Période | Identité         | Étiquette | Qualité |
| ---------------------------------------- | ------- | ---------------- | --------- | ------- |
|                                          |         | Agostino Gaetani |           |         |
| Les données manquantes sont à compléter. |         |                  |           |         |

### Hameaux
Acqualunga Badona, Ossolaro

### Communes limitrophes
Annicco, Casalbuttano ed Uniti, Casalmorano, Castelverde, Sesto ed Uniti